# Xylotype arcadia
Xylotype arcadia är en fjärilsart som beskrevs av Barnes och Benjamin 1922. Xylotype arcadia ingår i släktet Xylotype och familjen nattflyn. Inga underarter finns listade i Catalogue of Life.